# الهاشمي قروابي

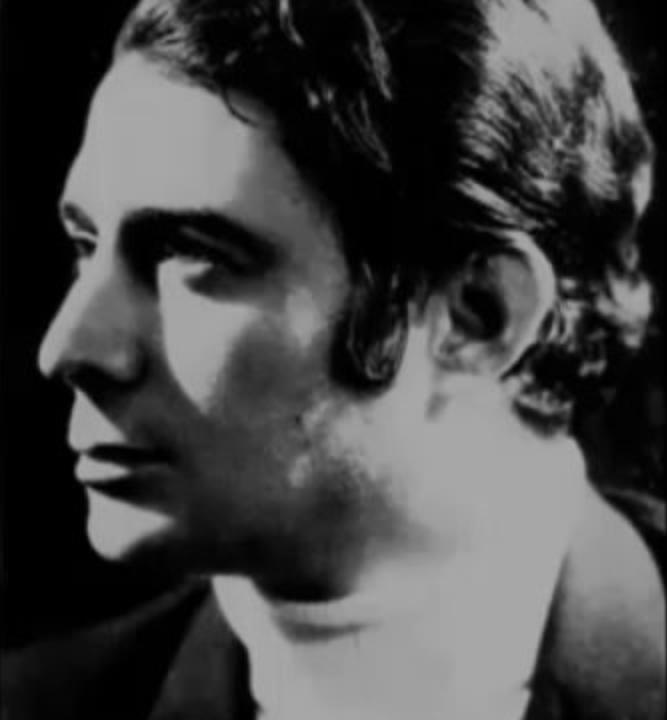
القروابي في شبابه.

الهاشمي قروابي (1938 - 2006 م) هو مغني جزائري.
تتملذ على الحاج محمد العنقاء.

## المصدر
1. ↑  إنطلاق الطبعة الأولى لجائزة الهاشمي قروابي - يقول نسخة محفوظة 07 أغسطس 2017 على موقع واي باك مشين.
2. ↑  محمد خير رمضان يوسف (2016)، تتمة الأعلام: وَفَيَات 1976-2013 (ط. 4)، عدن: دار الوفاق للدراسات و النشر، ج. 10، ص. 36، OCLC:1048305227، QID:Q115012904
3. ↑  وفاة الهاشمي القروابي عميد موسيقى الشعبي الجزائرية - الجزيرة نسخة محفوظة 01 أغسطس 2018 على موقع واي باك مشين.

## روابط خارجية
- الهاشمي قروابي على موقع ميوزك برينز (الإنجليزية)